# Lưu hương ký
Lưu hương ký (琉香記) là một tập thơ được phát hiện năm 1964 bởi Trần Thanh Mại, được một số nhà nghiên cứu công nhận là của Hồ Xuân Hương. Tập thơ bao gồm 24 bài thơ chữ Hán và 26 bài thơ chữ Nôm, tuy nhiên toàn bộ tiêu đề của các bài thơ đều bằng chữ Hán.
Về nội dung, trong Lưu hương ký có ghi chép khá nhiều bạn trai, bạn thơ, bạn tình của Hồ Xuân Hương như: Nguyễn Hầu, Trần Hầu, Tốn Phong Thị, Mai Sơn Phủ, Thạch Đình, Cự Đình, Thanh Liên, Chí Hiên...

## Nội dung
Dưới đây là tên của các bài thơ trong tập thơ "Lưu hương ký":
1. Thuật ý kiêm trình hữu nhân Mai Sơn Phủ
2. Thiếu niên du điệu
3. Xuân đình lan điệu
4. Thu dạ hữu hoài
5. Thu phong ca
6. Nguyệt dạ ca kỳ 1
7. Nguyệt dạ ca kỳ 2
8. Ngư ông khúc hành
9. Cảm cựu kiêm trình Cần chánh học sĩ Nguyễn Hầu
10. Hoài cựu
11. Thu nguyệt hữu ức Mai Sơn Phủ ký
12. Cảm cựu tống tân xuân chi tác kỳ 1
13. Cảm cựu tống tân xuân chi tác kỳ 2
14. Ngụ ý Tốn Phong ký nhị thủ kỳ 1
15. Ngụ ý Tốn Phong ký nhị thủ kỳ 2
16. Hoạ nhân
17. Tặng Tốn Phong tử
18. Thạch Đình tặng
19. Ký Sơn Nam Thượng trấn Hiệp trấn Trần Hầu kỳ 1
20. Ký Sơn Nam Thượng trấn Hiệp trấn Trần Hầu kỳ 2
21. Hoạ Sơn Phủ chi tác
22. Tốn Phong đắc mộng chí dữ ngã khán nhân thuật ngâm, tịnh ký
23. Hoạ Tốn Phong nguyên vận
24. Hoàng giang ngộ hữu hỉ phú
25. Thệ viết hữu cảm
26. Tự thán kỳ 1
27. Tự thán kỳ 2
28. Lưu biệt thời tại An Quảng, An Hưng ngụ thứ
29. Bạch Đằng giang tặng biệt
30. Chí Hiên tặng kỳ 1
31. Chí Hiên tặng kỳ 2
32. Hoạ Thanh Liên nguyên vận
33. Nhân tặng
34. Tưởng đáo nhân tình minh nhiên há lệ nhân nhi tẩu bút phụng trình
35. Dữ Sơn Nam Thượng Hiệp trấn quan Trần Hầu xướng hoạ kỳ 1
36. Dữ Sơn Nam Thượng Hiệp trấn quan Trần Hầu xướng hoạ kỳ 2
37. Dữ Sơn Nam Thượng Hiệp trấn quan Trần Hầu xướng hoạ kỳ 4
38. Dữ Sơn Nam Thượng Hiệp trấn quan Trần Hầu xướng hoạ kỳ 5
39. Dữ Sơn Nam Thượng Hiệp trấn quan Trần Hầu xướng hoạ kỳ 6
40. Dữ Sơn Nam Thượng Hiệp trấn quan Trần Hầu xướng hoạ kỳ 7
41. Dữ Sơn Nam Thượng Hiệp trấn quan Trần Hầu xướng hoạ kỳ 8
42. Xuân Hương tặng hiệp quận

## Nhận định
Giáo trình văn học của Đại học Cần Thơ nhận định:
...tập thơ "Lưu hương ký" mang bút danh của nữ sĩ do ông Trần Thanh Mại phát hiện vào năm 1964 gồm 24 bài thơ chữ Hán và 28 bài thơ Nôm. Với một nghệ thuật điêu luyện, nhà thơ viết về tâm sự và những mối tình của mình với những người bạn trai.
Đọc kĩ người ta thấy có một khoảng cách khá xa giữa tập thơ Nôm của Xuân Hương và "Lưu hương ký", chủ yếu là về phong cách biểu hiện. Trong Lưu Hương Ký có cả thơ chữ Hán lẫn thơ chữ Nôm. Riêng phần thơ chữ Nôm trong "Lưu hương ký" nếu so sánh với thơ lâu nay được coi là của Xuân Hương thì hai bên vẫn có sự khác nhau. Thơ cữ Nôm trong "Lưu hương ký" có rất nhiều từ Hán Việt, giọng thơ lại hiền lành chứ không góc cạnh, gân guốc như ở Xuân Hương thi tập. Vì lý do trên, để bảo đảm tính khoa học, các nhà nghiên cứu chủ yếu chỉ dừng lại ở tập thơ Nôm còn "Lưu hương ký" được coi là một tập thơ để tham khảo.